# 紀元前668年
紀元前668年（きげんぜん668ねん）は、西暦（ローマ暦）による年。紀元前1世紀の共和政ローマ末期以降の古代ローマにおいては、ローマ建国紀元86年として知られていた。紀年法として西暦（キリスト紀元）がヨーロッパで広く普及した中世時代初期以降、この年は紀元前668年と表記されるのが一般的となった。

## 他の紀年法
- 干支 : 癸丑
- 中国
  - 周 - 恵王9年
  - 魯 - 荘公26年
  - 斉 - 桓公18年
  - 晋 - 献公9年
  - 秦 - 宣公8年
  - 楚 - 成王4年
  - 宋 - 桓公14年
  - 衛 - 懿公元年
  - 陳 - 宣公25年
  - 蔡 - 穆侯7年
  - 曹 - 釐公3年
  - 鄭 - 文公5年
  - 燕 - 荘公23年
- 朝鮮
  - 檀紀1666年
- ユダヤ暦 : 3093年 - 3094年

## できごと

### オリエント
- アッシリアでアッシュルバニパルが即位（ - 紀元前627年頃）。

### 中国
- 晋の士蔿が大司空となった。
- 士蔿が絳に築城した。
- 斉・魯・宋の連合軍が徐を攻撃した。
- 虢軍が晋に2度侵攻した。